# Alluaudia montagnacii
Alluaudia montagnacii är en tvåhjärtbladig växtart som beskrevs av Werner Rauh. Alluaudia montagnacii ingår i släktet Alluaudia och familjen Didiereaceae. Inga underarter finns listade i Catalogue of Life.

## Bildgalleri

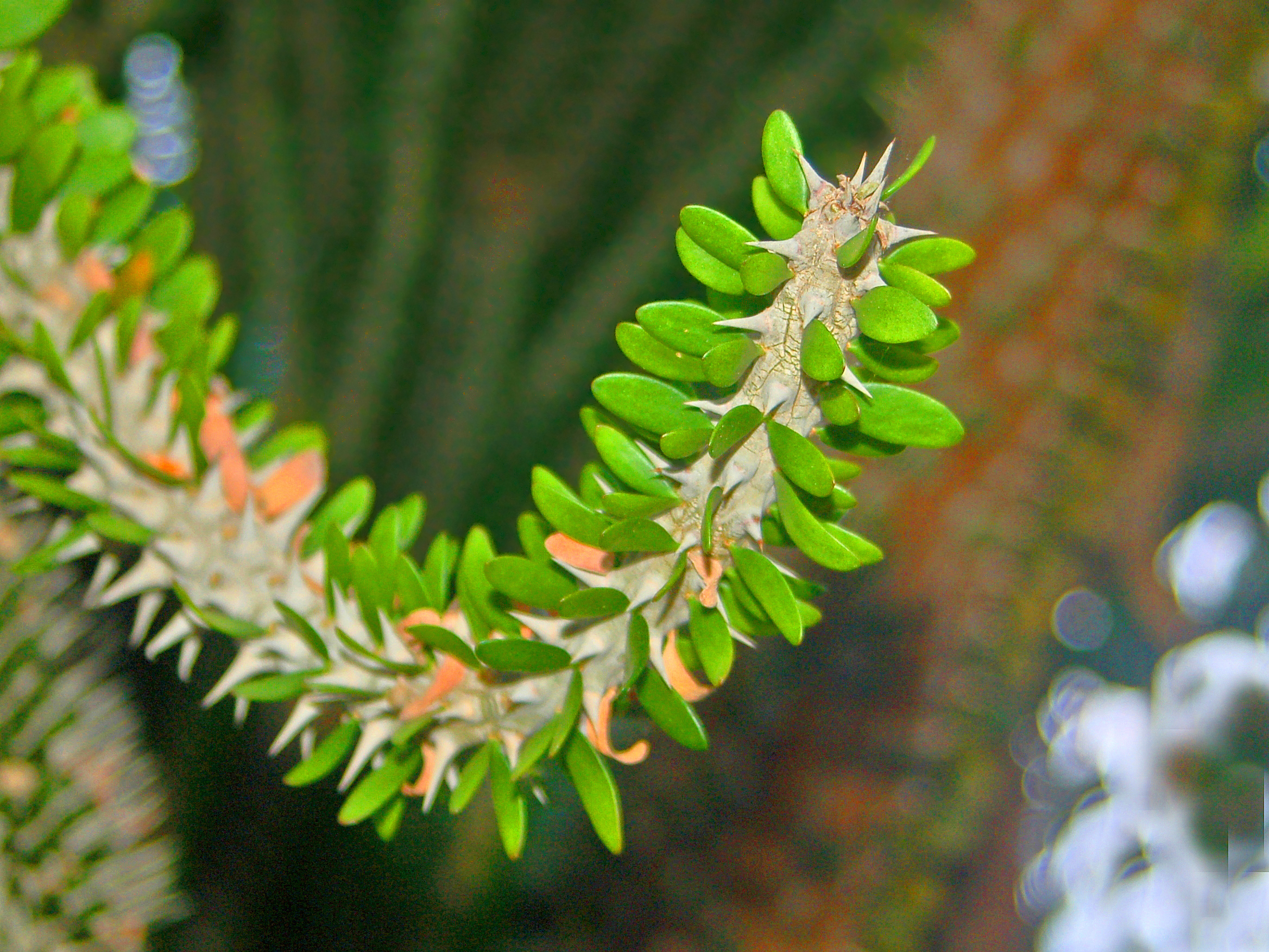
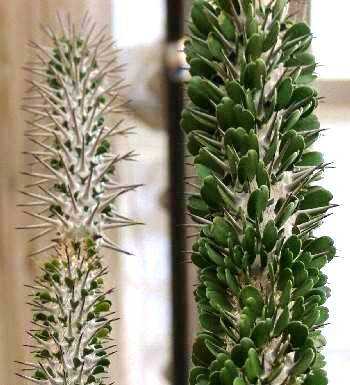
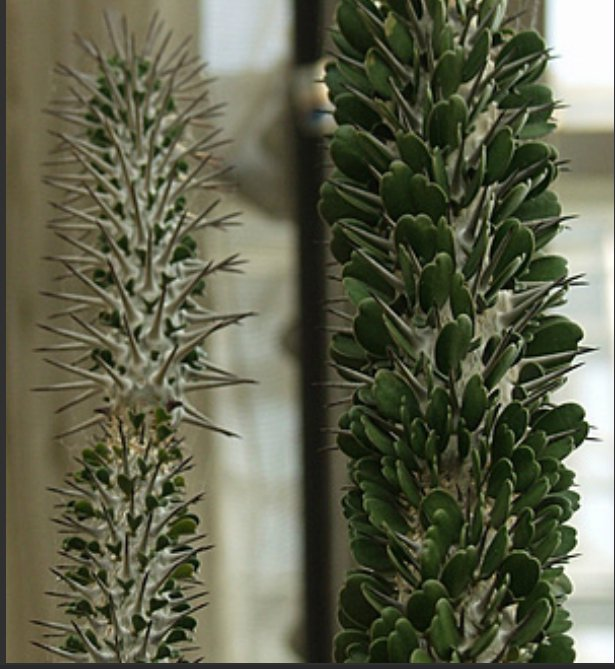
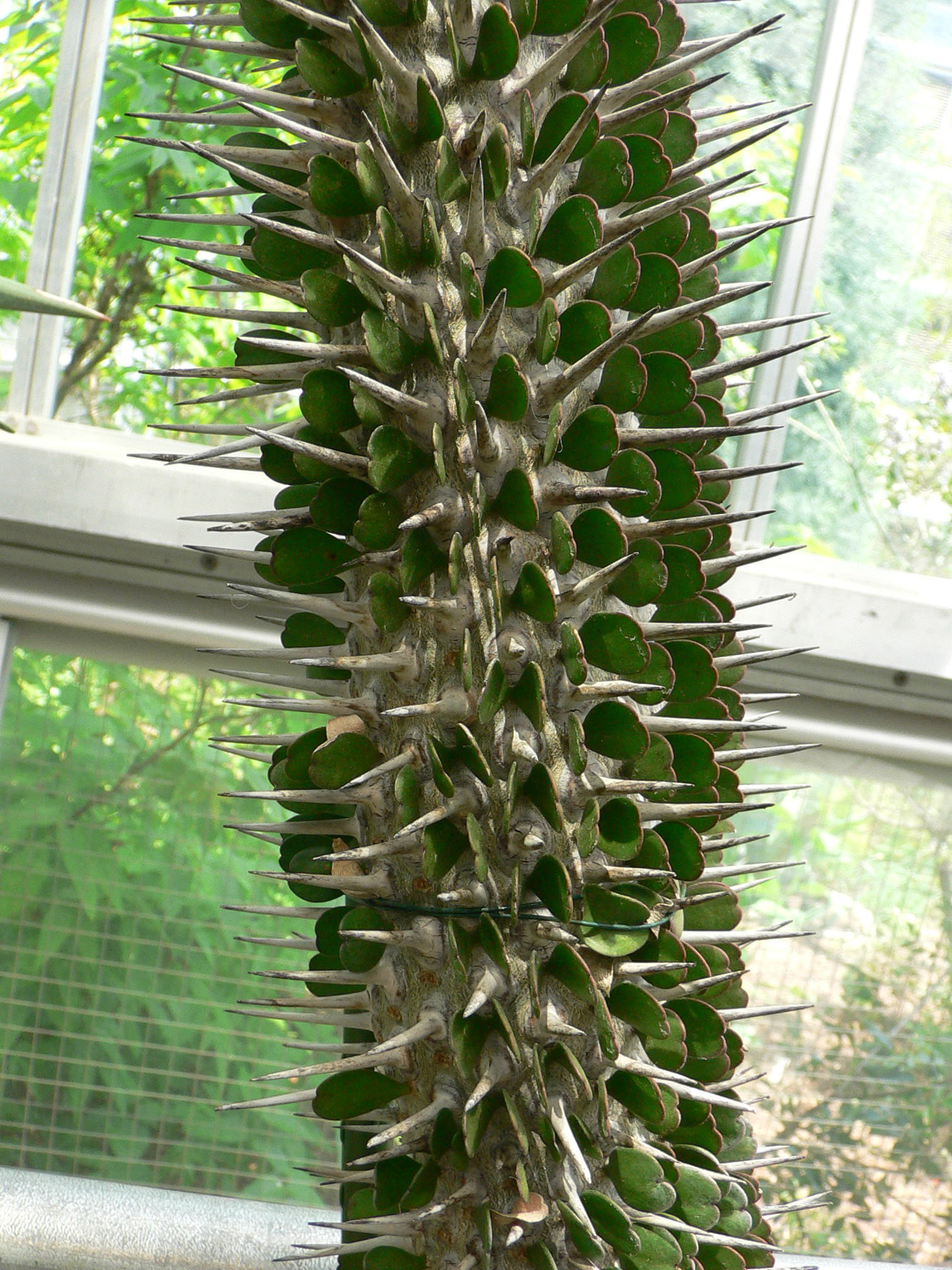
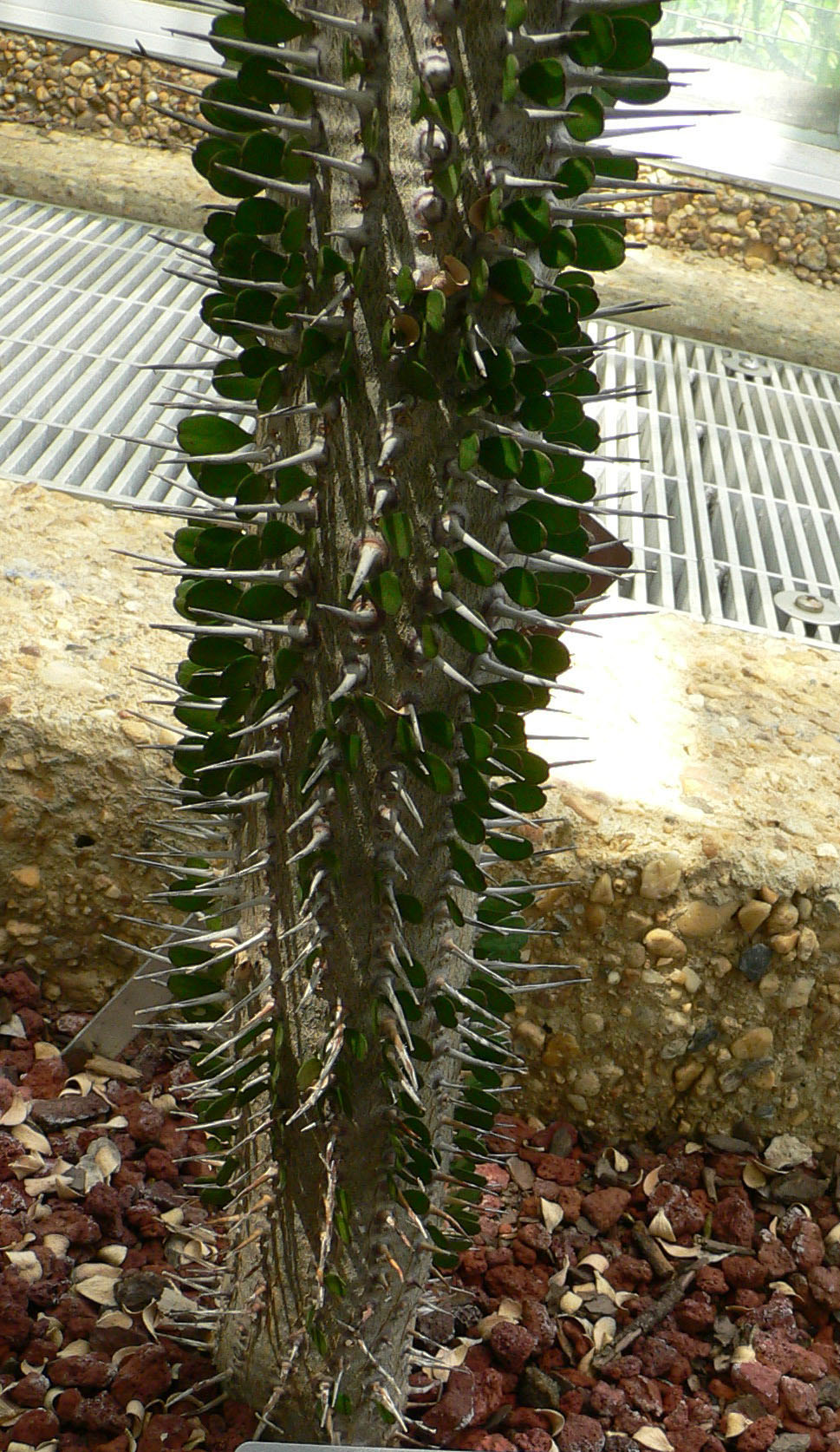
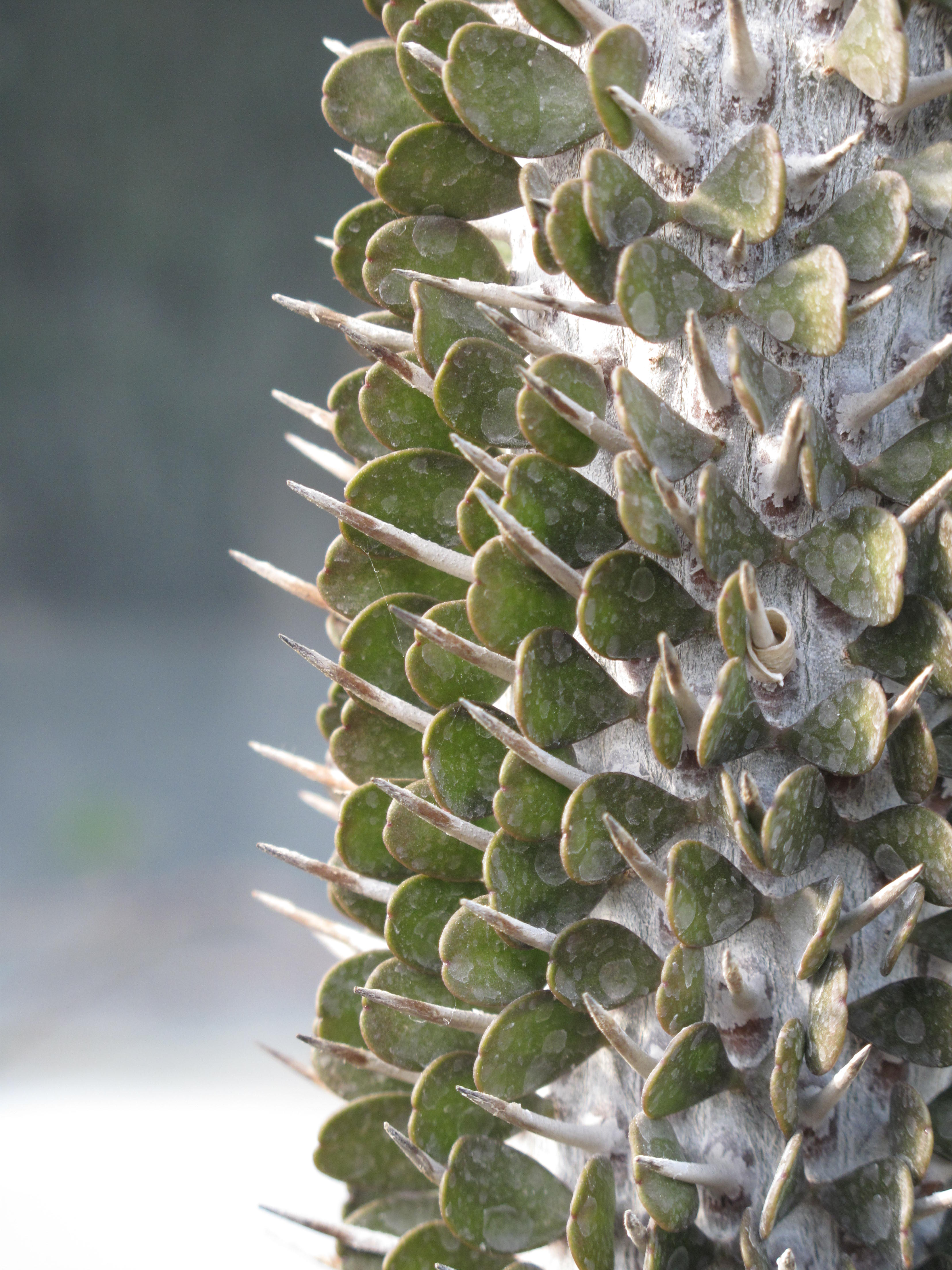